# Charlat-Insel
Die Charlat-Insel (französisch Île Charlat) ist eine kleine Insel im Wilhelm-Archipel vor der Graham-Küste des Grahamlands im Norden der Antarktischen Halbinsel. Sie liegt westlich des südlichen Endes der Petermann-Insel.
Teilnehmer der Fünften Französischen Antarktisexpedition (1908–1910) entdeckten sie. Expeditionsleiter Jean-Baptiste Charcot benannte sie nach dem französischen Diplomaten Eugène Charlat, Vize-Konsul Frankreichs in Rio de Janeiro, welcher der Forschungsreise dort behilflich war.